# Dominique D’Onofrio

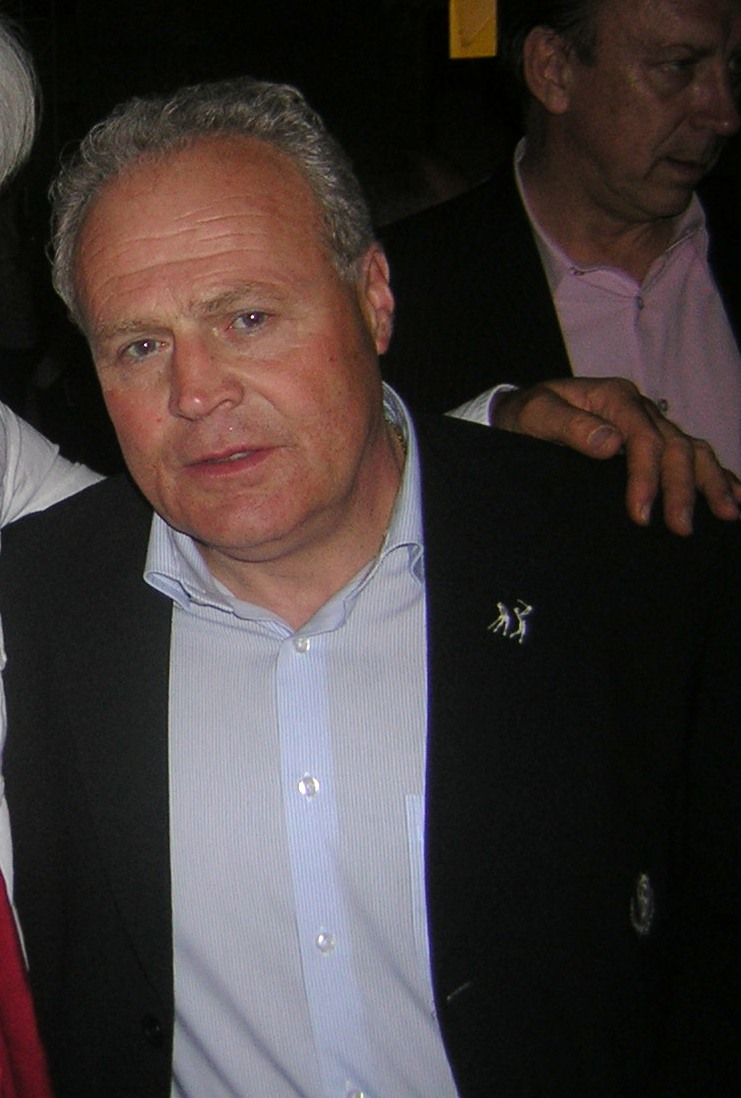
Dominique D’Onofrio (2008)

Dominique D’Onofrio (* 18. April 1953 in Castelforte, Italien; † 12. Februar 2016 in Buenos Aires, Argentinien) war ein belgischer Fußballtrainer und -funktionär.

## Werdegang
Der in seiner Kindheit aus Italien nach Belgien übergesiedelte D’Onofrio bestritt seine Karriere als Fußballspieler ausschließlich im belgischen Amateurbereich. Dabei lief er für den FC Ans, RRFC Montegnée und RJS Bas-Oha auf. Später arbeitete er auch als Trainer im unterklassigen Ligabereich.
Nach dem Einstieg seines Bruders Lucien D'Onofrio als Minderheitsaktionär bei Standard Lüttich 1998 gehörte er zu den Angestellten des Klubs. Zunächst war er dabei in der Jugendarbeit und Rekonvaleszenz tätig, ehe er zunächst Assistent von Tomislav Ivić wurde und nach dessen Demission im Dezember 2000 gemeinsam mit Michel Preud’homme das Traineramt der Wettbewerbsmannschaft ausübte. Nach der verpassten Europapokalqualifikation 2002 wurde er alleiniger Cheftrainer und betreute die Mannschaft vier Spielzeiten. Nach der Vizemeisterschaft 2006 rückte er zum Sportdirektor auf, nach der Trennung von László Bölöni im Februar 2010 kehrte er jedoch auf die Trainerbank zurück. 2011 gewann er mit dem Klub den belgischen Pokal und wurde erneut Vizemeister. Anschließend trat er von seinem Amt zurück.
Im Dezember 2011 verpflichtete der französische Klub FC Metz D’Onofrio als Sportdirektor. Am Ende der Saison stieg der Klub in die Drittklassigkeit ab, schaffte aber anschließend den Durchmarsch in die Ligue 1. 2013 übernahm der FC Metz den belgischen Fünftligisten RFC Seraing, dort wurde D’Onofrio anschließend ebenfalls Sportdirektor.
Im Rahmen einer Auslandsreise zum Scouting von Spielern erlag D’Onofrio im Februar 2016 im Alter von 62 Jahren einem Herzstillstand.